# شمس‌الدین امیرعلائی
شمس‌الدین امیرعلائی (۱۲۷۹ تهران – ۱۳۷۳) از اعضای حزب ایران و جبهه ملی ایران، دولتمرد دوران پهلوی و نخستین سفیر جمهوری اسلامی ایران در فرانسه بود.

## تحصیلات
پسر علی‌اکبرخان نجدالدوله و نوه عبدالله‌خان ناظم‌السلطنه بود. در مدرسه دارالفنون و سن لوئی تهران درس خواند و برای ادامه تحصیل به اروپا رفت. پس از کسب لیسانس حقوق به ایران برگشت و درپی اصلاحات دادگستری در زمان علی اکبر داور به استخدام عدلیه درآمد.

## فعالیت‌های سیاسی
امیرعلائی از اعضای مؤسس حزب ایران بود. در ۲۸ بهمن ۱۳۲۴ در کابینه قوام‌السلطنه به عنوان کفیل (سرپرست) وزارت کشاورزی به مجلس معرفی شد. در سال ۱۳۲۸ به جبهه ملی پیوست. سال بعد که رزم‌آرا به نخست‌وزیری رسید، امیرعلائی را استاندار گیلان کرد. در گیلان بود که رزم‌آرا کشته شد و حسین علاء به نخست‌وزیری رسید و وزارت دادگستری را به او داد.
امیرعلائی بدون موافقت جبهه ملی وزارت دادگستری را در کابینه علاء پذیرفت و جبهه ملی با او شرط کرد که اگر می‌خواهد با مخالفت جبهه روبرو نشود، باید دست به اصلاح دادگستری بزند.
امیرعلائی از همان آغاز وزارت، اصلاح دادگستری را آغاز کرد و دست به اقداماتی زد که سر و صدا و اعتراضاتی هم به پا کرد. او دست به تغییر و تبدیل قضات زد. لایحه‌ای نیز برای انحلال دیوان کیفر کارکنان دولت به مجلس داد. اما دوران وزارتش بیش از یک ماه و نیم به درازا نکشید و این لایحه از دستور کار خارج شد.
دکتر مصدق که پس از حسین علاء به نخست‌وزیری رسید، با اینکه اقدامات امیرعلائی را در دادگستری تأیید می‌کرد، او را در مقامش ابقا نکرد و به جای دادگستری، او را به وزارت اقتصادملی منصوب کرد. دکتر مصدق در نطق معرفی امیرعلائی در مجلس شورای ملی گفت اگر امیرعلائی در دادگستری می‌ماند و اقدامات خود را دنبال می‌کرد، در شرایطی که دولت قرار بود از شرکت نفت انگلیس خلع ید و قانون ملی شدن نفت را اجرا کند، «محیط متشنجی ایجاد خواهد شد که ما را از آن هدف بزرگی که در نظر داریم بازمی‌دارد».
امیرعلائی در دولت دکتر مصدق با حفظ سمت وزارت اقتصاد ملی، استاندار خوزستان هم بود. سپس با استعفای سرلشکر زاهدی از وزارت این کشور، این وزارت‌خانه را همراه با سرپرستی شهربانی به عهده گرفت. یکی از کارهای مهم او در این دوران نشر تلگراف‌های مربوط به انتخابات دوره نهم مجلس و دخالت‌های رضاشاه بود که در دادگاه لاهه به عنوان اسناد حقانیت ایران استفاده شد.
مصدق سپس مسئولیت وزارت دادگستری را به امیرعلائی سپرد. یکی از مشکلات سید ابوالقاسم کاشانی با مصدق این بود که امیرعلائی حاضر به قبول توصیه کاشانی و فرزندان او و اطرافیانش مانند شمس قنات آبادی نبود. سرانجام تحت فشارهای وارده دکتر مصدق او را به سمت وزیر مختار ایران در بلژیک منصوب کرد. او پس از کودتای ۲۸ مرداد از این سمت استعفا داد.
پس از آن امیرعلائی در نهضت مقاومت ملی نیز فعالیت‌های خود را ادامه داد و چندین بار به زندان افتاد. در سال ۱۳۳۹ او جزء اعضای هیئت مؤسس جبهه ملی دوم بود و در کنگره جبهه ملی به عضویت در شورای مرکزی انتخاب شد. در سال ۱۳۴۳ به اروپا رفت و موفق شد در سن بالای شصت سال دکترای دولتی در علوم سیاسی بگیرد.
در آستانه انقلاب به جبهه ملی ایران (چهارم) پیوست و عضو شورای مرکز جبهه ملی شد. پس از انقلاب به عنوان سفیر ایران در فرانسه منصوب و در سال ۱۳۵۹ به علت اختلاف با صادق قطب زاده وزیر خارجه وقت از کار برکنار شد و به تهران بازگشت.
پس از انتشار خاطرات صادق خلخالی، دکتر امیر علایی توضیحی بر آن نوشتند:
"آیت اله خلخالی برای چندمین بار این بنده حقیر را مورد حمله قرار داده اند، از جمله در خاطرات خود نامی از اینجانب برده اند و بنده را 'طاغوتی' خوانده اند و اعتراض کرده اند که چرا مرا به عنوان اولین سفیر جمهوری اسلامی ایران به فرانسه اعزام داشته اند؟ ابتدا ببینیم 'طاغوتی' چیست و 'طاغوتی' کیست؟[...] بنده ثروتی ندارم و همه می دانند که در طول خدمت قضایی،سیاسی و اداری ام،جز حقوق دولتی چیزی عایدم نشده و اکنون یک خانه مسکونی تقریبا به مساحت ۲۵۰ متر دارم که ملک پدری من است[...]"(خاطرات آیت اله خلخالی،چاپ دوم، اسفند ۱۳۷۹، صفحه۴۵۹-۴۵۸)

## تالیفات
- چند خاطره سیاسی - شرکت سهامی انتشار ۱۳۲۱
- در راه انقلاب و دشواریهای مأموریت من در فرانسه - نشر دهخدا ۱۳۶۲ - جلد اول
- مصدق هم ملی بود هم مذهبی - انتشارات میترا - ۱۳۷۰
- خاطرات من در یادداشتهای پراکنده و پاسخ فرمایشات دربارهٔ جناب آقای حسین مکی - انتشارات دهخدا - ۱۳۶۳
- نقدی بر کتاب سیاه یا خط سیاهی بر کتاب سیاه - انتشارات دهخدا -۱۳۶۰
- مجازات اعدام
- خلع ید از شرکت نفت انگلیس و ایران
- جنگ سرد نفت
- مجاهدان و شهیدان راه آزادی
- بیگناهان زیر گیوتین
- صعود محمدرضا شاه به قدرت یا شکوفایی دیکتاتوری - انتشارات دهخدا ۱۳۶۱